# Glenea selangorensis
Glenea selangorensis là một loài bọ cánh cứng trong họ Cerambycidae.